# Gerald Jatzek

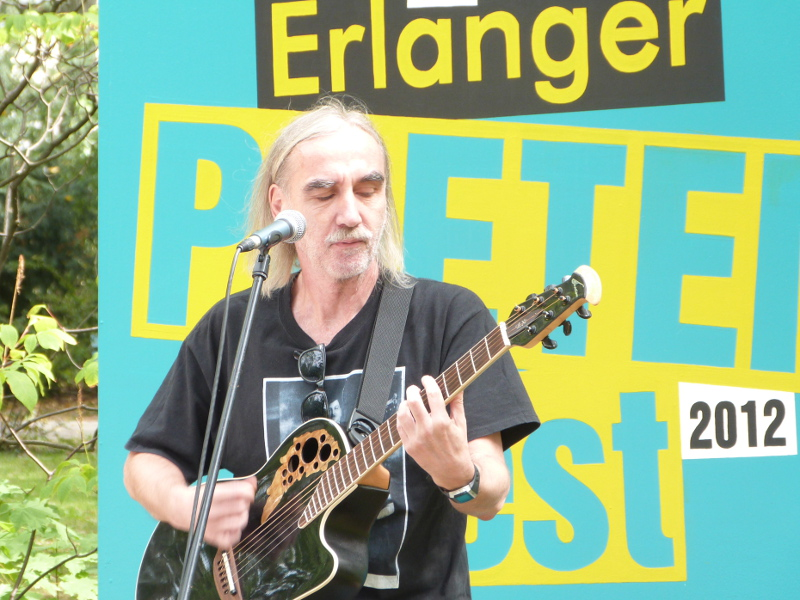
Gerald Jatzek beim Erlanger Poetenfest 2012

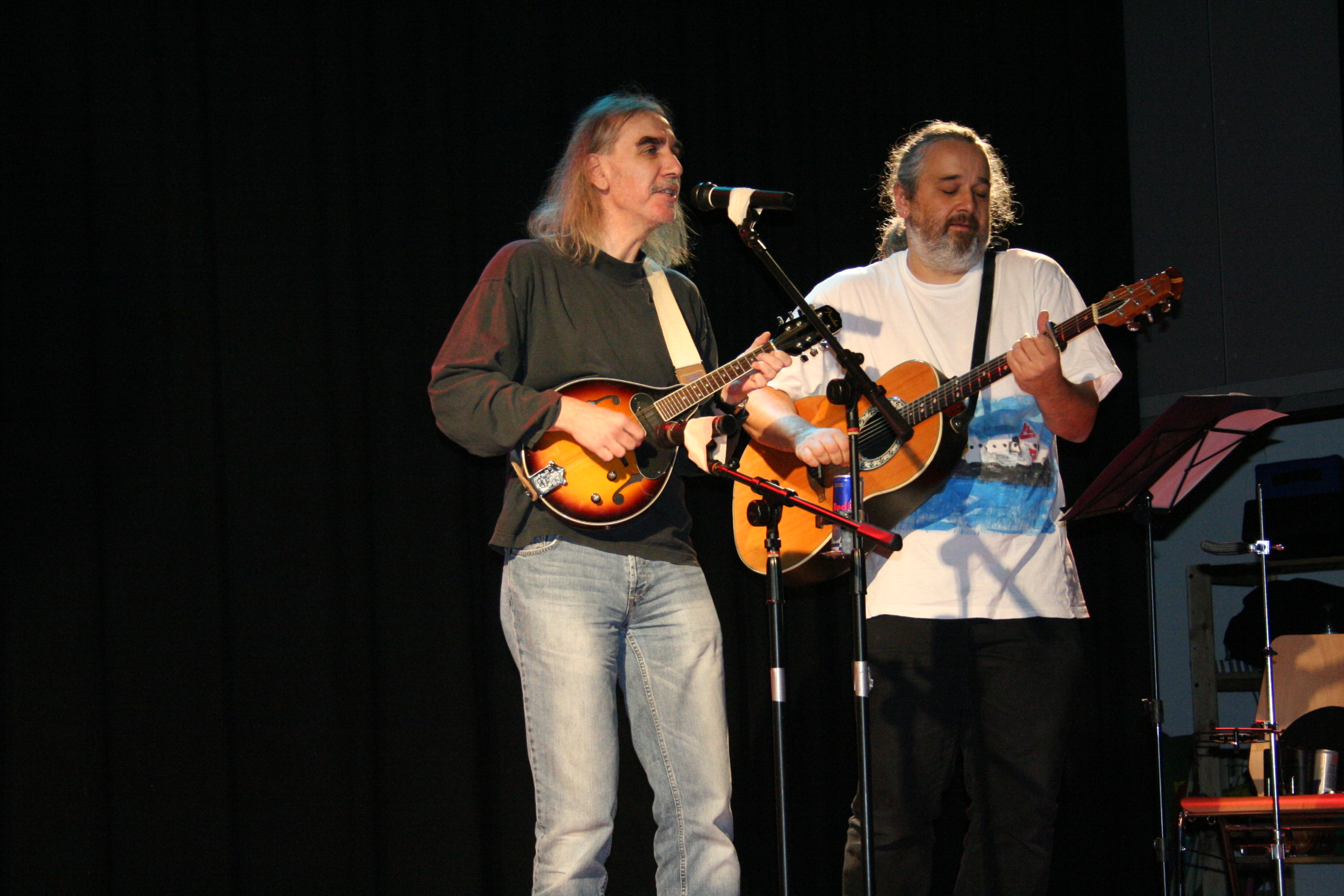
Gerald Jatzek (Mandoline) und Christian Orou (Gitarre), 2007 in Wien

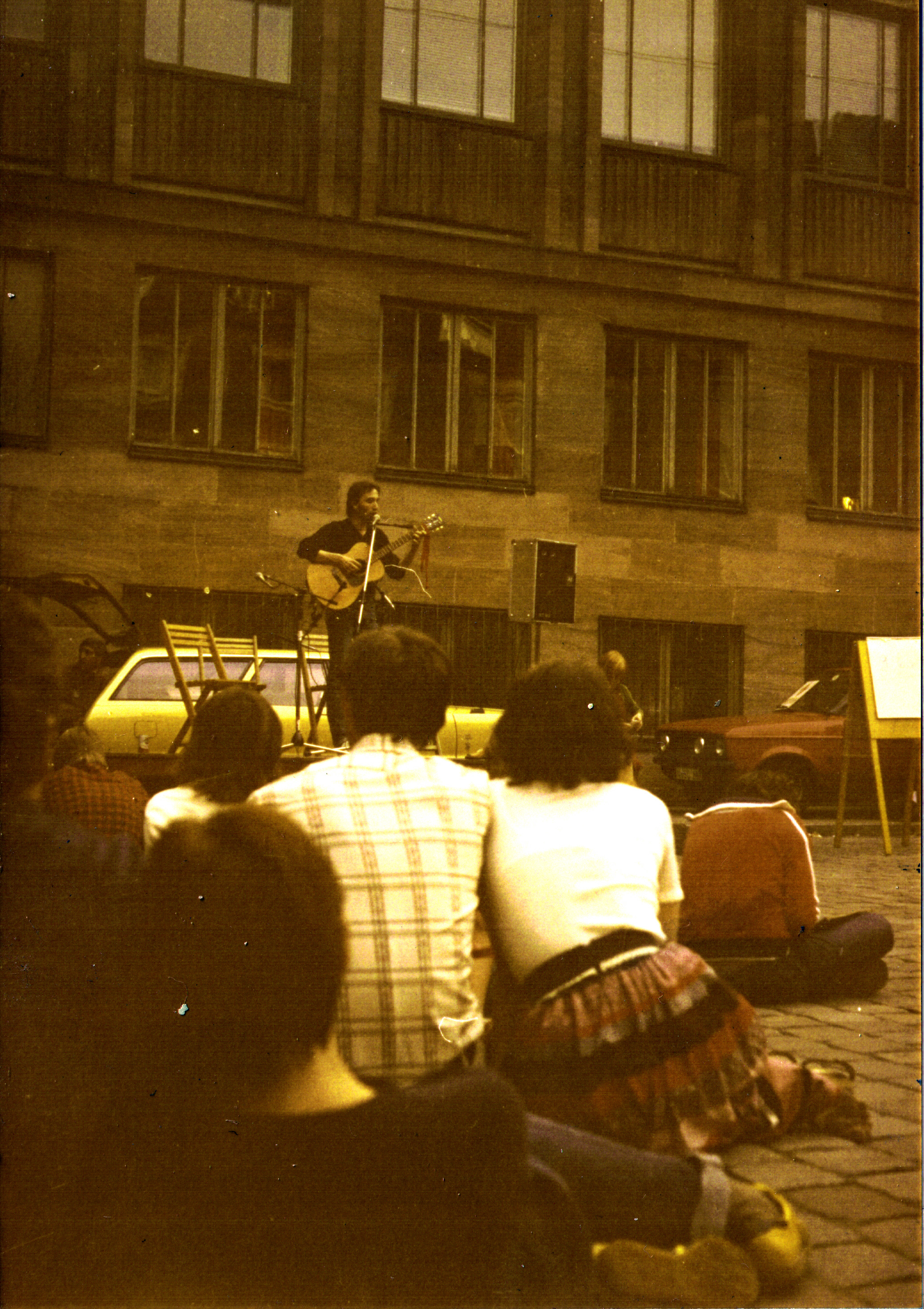
Gerald Jatzek beim Nürnberger Bardentreffen 1978

Gerald Jatzek (* 23. Jänner 1956 in Wien) ist ein österreichischer Autor, Musiker, Mail Artist und Journalist.

## Leben und Werk
Er promovierte 1981 in den Fächern Publizistik und Pädagogik. In den 1970er und 1980er Jahren war er Straßenmusiker und Mitglied im Werkkreis Literatur der Arbeitswelt in Wien. Seit 1997 ist er Online-Redakteur der Wiener Zeitung, für die er regelmäßig über Folk- und Weltmusik schreibt. Neben zahlreichen Kinderbüchern schrieb er Gedichte, Hörspiele für Sender in Österreich, Deutschland und der Schweiz sowie Kindertheaterstücke. Seit 2004 ist er Mitglied des Kabaretts „Echo der Heimat“. Außerdem ist er als Programmierer und Journalist Mitglied der Online-Redaktion der Wiener Zeitung. Gerald Jatzek ist Mitglied der Grazer Autorenversammlung, des Literaturkreises Podium und der Vereinigung der Österreichischen DialektautorInnen. 2009 wurde der Chorzyklus Die Wundertüte (Kompositionen: Claudia Nicolai) an der Akademie für Tonkunst in Darmstadt uraufgeführt. Er wurde 2001 mit dem Österreichischen Staatspreis für Kinderlyrik und dem Österreichischen Kinderbuchpreis ausgezeichnet. Musikalisch arbeitet er seit 2011 mit dem Produzenten Thomas Raber zusammen.
2012 war er Jurymitglied der Auszeichnung Das außergewöhnliche Buch des Kinder- und Jugendprogramms des Internationalen Literaturfestivals Berlin.
Lyrische Texte erscheinen regelmäßig in Das Gedicht. Zeitschrift für Lyrik, Essay und Kritik. Als mehrsprachiger Autor veröffentlicht Gerald Jatzek englischsprachigen Texte in Zeitschriften und Anthologien in Großbritannien und den USA, etwa in Impspired oder Fevers of the Mind.

## Werke

### Als Autor
- Der Lixelhix, Kinderbuch, 1986
- Gegentöne – Kritische Lieder, rebellischer Rock, Sachbuch, mit Philipp Maurer, ÖGB-Verlag Wien 1988
- Allerleischlau, Kinderbuch, Jugend&Volk, Wien – München 1989, ISBN 3-224-11205-0
- Der Tag des Riesen, Bilderbuchtext, Grafik: Annegert Fuchshuber, Ellermann Verlag, München 1989, ISBN 3-7707-6298-3
- Widerrede – Die Kabarettung Österreichs, Sachbuch, mit Philipp Maurer, ÖGB-Verlag, Wien 1990
- Dina und der Zauberzwerg, Kinderbuch, Jungbrunnen Verlag, Wien 1990, ISBN 3-7026-5631-6
- Der freche Pelikan, Bilderbuchtext, Grafik: Ursula Kirchberg, Ellermann Verlag, München 1991, ISBN 3-7707-6317-3
- Isidor, der kleine Drache, Bilderbuchtext: Grafik: Rosemarie P. Sohn, Ellermann Verlag, München 1991, ISBN 3-7707-6326-2
- Mein Freund, der Riesenriese, Kinderbuch, Neuer Breitschopf Verlag, Wien 1992, ISBN 3-7004-0172-8
- Jedermann ist verdächtig, Gedichte, Grasl-Verlag, Baden 1992, ISBN 3-85098-211-4
- Ich bin, wer ich will! Kinderbuch, mit Christian Orou, Neuer Breitschopf Verlag, Wien 1992, ISBN 3-7004-0192-2
- Freddie Flink in Schilda, Kinderbuch, mit Beppo Beyerl, Neuer Breitschopf Verlag, Wien 1993, ISBN 3-7004-1186-3
- Der Rückwärtstiger, Kinderbuch: Kurzgeschichten, St. Gabriel, Mödling 1995, ISBN 3-85264-476-3 (Taschenbuchausgabe: dtv 1998)
- Wienerisch – das andere Deutsch, mit Beppo Beyerl und Klaus Hirtner, Rump Verlag, Lingen/Ems 1995, ISBN 3-89416-269-4. Erweiterte und überarbeitete Ausgabe. Reise Know-how Verlag Peter Rump GmbH, Bielefeld 2019, ISBN 978-3-8317-6548-5
- Kuno, das Schulgespenst, Kinderbuch, 1996
- Kuno aus der Tasche, Kinderbuch: Erzählung plus Rätsel, Noten und Basteltipps, Gabriel, Wien 1998, ISBN 3-7072-6575-7
- Lexikon der nervigsten Dinge und ätzendsten Typen. Satiren, mit Beppo Beyerl, München 1998
- Valentin und Wanda, Kinderbuch, mit Beppo Beyerl, Residenz Verlag, St. Pölten 2003
- Wie kommt der Esel auf die Brücke, Sachbuch, mit Hermann Schlösser, Styria / Molden Verlag, Wien 2008, ISBN 978-3-85485-211-7
- Die rote Gitarre, Kinderbuch, illustriert von Moidi Kretschmann, G&G-Verlag, Wien 2010, ISBN 978-3-7074-1180-5.
- Der Hase hüpft in hübschen Hosen, Kinderbuch mit Audio-CD, illustriert von Lisa Manneh, G&G-Verlag, Wien 2010, ISBN 978-3-7074-1226-0.
- Rabauken-Reime, Gedichtband, illustriert von Andrea Steffen, Residenz Verlag, St. Pölten 2011, ISBN 978-3-7017-2079-8.
- Der Schnüffelbold, Kinderbuch, Obelisk-Verlag, Innsbruck 2012, ISBN 978-3-85197-668-7
- Der Hund ist tot. Grätzelgeschichten aus 24 Wiener Bezirken, mit Beppo Beyerl und Manfred Chobot, Löcker Verlag, Wien 2012, ISBN 978-3-85409-617-7
- Die Lieder riechen nach Thymian. Reisegedichte von Afghanistan bis Zypern, Verlag Berger, Horn 2014, ISBN 978-3-85028-621-3
- Podium Porträt, Gedichte, Podium, Neulengbach und Wien 2017, ISBN 978-3-902886-35-4

### Als Herausgeber
- Gedichte nach 1984. Lyrik aus Österreich, hrsg. von Gerald Jatzek und Hansjörg Zauner, Edition Ahnungen, Wien 1985, ISBN 3-900577-01-3
- Erleichterung beim Zungezeigen. Lyrik gegen den Frust, hrsg. von Gerald Jatzek und Manfred Chobot, Verlag Jugend & Volk, Wien 1989, ISBN 3-224-11446-0
- Ich denk, ich denk, was du nicht denkst. Anthologie für Kinder, Neuer Breitschopf Verlag, Wien 1991, ISBN 3-7004-0157-4
- Wenn ich zaubern könnte! Anthologie für Kinder, Neuer Breitschopf Verlag, Wien 1993
- Schmäh ohne, aber echt, Wiener Satire und Humor aus 100 Jahren, hrsg. von Gerald Jatzek und Manfred Chobot, Edition Mokka, Wien 2011, ISBN 978-3-902693-27-3

### Lieder
- (mit Claudia Hainschink:) Das Lied hinter dem Lied. Dialektgedichte und Chansontexte. Cassette mit Textheft, IDI, Wien 1979
- Claudia Nicolai und Gernot Kögel (Musik), Gerald Jatzek (Texte): „Die Trottellumme und andere schräge Vögel“, CD und Textheft, Helbling Verlag, Esslingen am Neckar 2013, ISBN 978-3-86227-151-1

#### Produktionen mit Thomas Raber (seit 2011)
- Der Tiger und der Jäger, Zeit, Ein Kind ist keine Maschine auf der CD „Liederfundkiste – Juchhe der erste Schnee“, RATOM-Edition, Wien 2011
- Abrakadabra, Hänsel und Gretel auf dem Klo auf der CD „Liederfundkiste – In Kinderstadt“, RATOM-Edition, Wien 2012
- Tsching Tschang Tschung auf der CD „Liederfundkiste – Eine Schule für Coole“, RATOM-Edition, Wien 2012
- Valentins Lied, Im Zauberwald auf der CD „Liederfundkiste – Mama, ich lieb' dich so“, RATOM-Edition, Wien 2013
- Eh net von do, mit der Formation jatzek.raber.schmoelz (Gerald Jatzek, Thomas Raber, Elke Schmölz) beim Protestsongcontest 2014 (Vorfinale der besten 25), RATOM-Edition, Wien 2014

## Auszeichnungen (Auswahl)

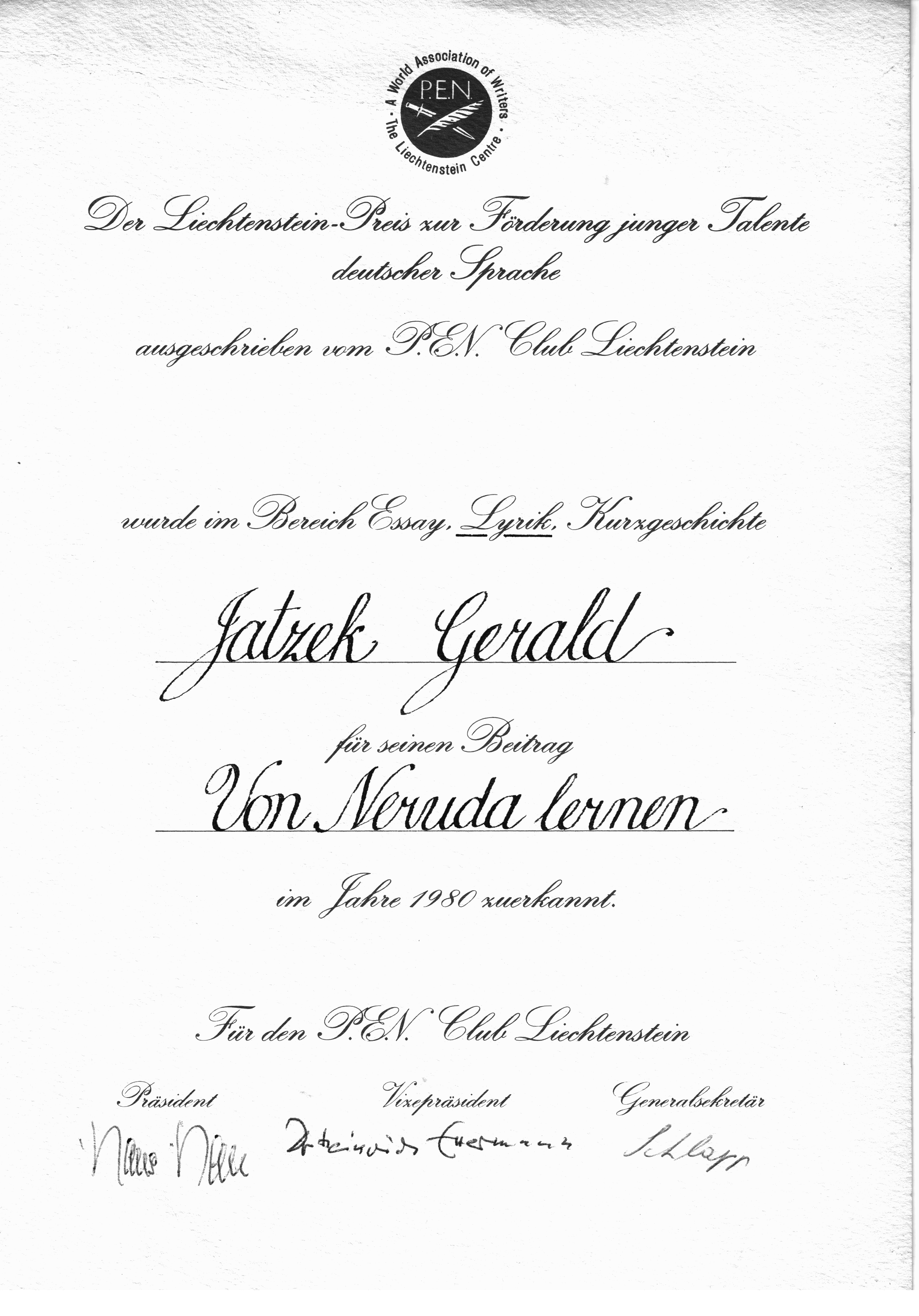
Urkunde des Liechtenstein-Preises (1980)

- Lyrikpreis des PEN-Clubs Liechtenstein 1980
- Österreichischer Staatspreis für Kinderlyrik 2001
- Kinderbuchpreis der Stadt Wien 1990, 2000, 2002
- Österreichischer Kinder- und Jugendbuchpreis 2001

## Festivalteilnahmen
- 1978, 1979, 1980: Bardentreffen in Nürnberg
- 1979: Liedermachertreffen Goslar
- 2000: Books Open Worlds, Hongkong
- 2012: Kinder- und Jugendprogramm des 12. internationalen literaturfestivals berlin im September
- 2012: Erlanger Poetenfest
- 2014: Protestsongcontest mit der Formation „jatzek.raber.schmoelz“ (Gerald Jatzek, Thomas Raber, Elke Schmölz)